# ジョージ・ブラウン (第8代モンタギュー子爵)
第8代モンタギュー子爵ジョージ・サミュエル・ブラウン（英語: George Samuel Browne, 8th Viscount Montagu、1769年6月26日 – 1793年10月）は、イギリスの貴族。

## 生涯
第7代モンタギュー子爵アンソニー・ブラウンとフランシス・マックワース（Frances Mackworth、1814年3月3日没、ハーバート・マックワースの娘）の息子として、1769年6月26日に生まれ、メリルボーンで洗礼を受けた。
1787年4月9日に父が死去すると、モンタギュー子爵の爵位を継承した。
1793年10月、シャフハウゼンにあるライン川の滝を越えようとして溺死した。生涯未婚であり、その死をもって第2代モンタギュー子爵アンソニー＝マリア・ブラウンの男系子孫が断絶した。爵位は第2代モンタギュー子爵の弟ジョンの子孫にあたるマーク・アンソニー・ブラウンが継承した。